# N-环己基哌嗪
N-环己基哌嗪（英語： 或N-Cyclohexylpiperazine）是一种有机化合物，分子式C10H20N2，属于哌嗪衍生物，可用作PB-28合成的前体。